# 梅溪湖国际文化艺术中心
梅溪湖国际文化艺术中心为湖南省长沙市的文化艺术中心，位于长沙湘江新区，包括大剧院及艺术馆两个组成部分。

## 建筑
梅溪湖国际文化艺术中心由扎哈·哈迪德建筑事务所设计，包括1800座的大剧院，500座的小剧院，和艺术馆三个单体建筑，艺术馆则有九个展厅。艺术中心于2017年8月31日向公众部分开放，同年九月开始首场演出。